# (615) Roswitha
(615) Roswitha est un astéroïde de la ceinture principale découvert par August Kopff, le 11 octobre 1906, à l'observatoire de Heidelberg.
Il a été ainsi baptisé en hommage à Hrotsvita de Gandersheim, religieuse et poétesse allemande du Xe siècle.